# Oga
Oga (男鹿市, Oga-shi) är en japansk stad i Akita prefektur på den norra delen av ön Honshu. Staden är belägen på Ogahalvön vid kusten mot Japanska havet. Oga fick stadsrättigheter 31 mars 1954 och staden utökades 22 mars 2005 med kommunen Wakami.